# イケ麺そば屋探偵〜いいんだぜ!〜
『イケ麺そば屋探偵〜いいんだぜ!〜』（いけめんそばやたんてい〜いいんだぜ!〜）は、日本テレビで2009年4月4日から放送されていたテレビドラマ。放送時間は毎週土曜日24時50分 - 25時20分（JST）。

## 概要
6月27日にSeason1は最終回を迎え、翌7月4日からはSeason2『イケ麺新そば屋探偵〜いいんだぜ!〜』（いけめんしんそばやたんてい〜いいんだぜ!〜）として再開された。
Season2ではイケ麺そば屋バイトがユニットを組んでネタを披露する「イケ麺漫才」コーナーがラストに披露され、池田社長の寸評で番組が締めくくられる。
Season2をもって当枠のドラマ番組は一旦終了する。その後、2011年4月から水曜深夜にドラマ番組に新設、2012年4月よりこの枠に移動した。

## キャスト

### レギュラー

#### イケ麺そば屋
- 樋口潤太郎 - 藤木直人

イケ麺そば屋店員。他人の嘘を見抜ける。
- 樋口イタ子 - 堀内敬子

イケ麺そば屋店主で、潤太郎の姉。イタコ。
- 妖怪ヤタイきつね - いとうせいこう(Season2)
- 妖怪ヤタイたぬき - 倉本美津留(Season2)

イケ麺そば屋に棲みつき、そばの悪口を言われ怒ると呪文を唱えて合体し、妖怪トラウマヤタイに変身する。悪口を言った張本人の頭の中をみんなに暴露する習性がある。

#### イケ麺そば屋のバイト達
※Season1
- コウジ - 姜暢雄（エピソード1 - 2)
- ユージ - 川原一馬（エピソード1 - 2、7)
- ジャスティン - 冨森ジャスティン（エピソード3 - 5、7)
- アンドリュー - 冨森アンドリュー（エピソード3）
- エイジ - 君沢ユウキ（エピソード4 - 7)
- テツジ - 金子直史（エピソード6)
- ケンジ - 海老澤健次（エピソード7)
- セイジ - 木戸邑弥（エピソード7)

※Season2
- ノブ - 姜暢雄（第1 - 2、4 - 5、11話） ※イケ麺No.001
- ユウヤ - 木戸邑弥（第1 - 3、6、8、11話） ※イケ麺No.002
- ケンジ - 海老澤健次（第1、3 - 4、8 - 12話） ※イケ麺No.003
- カズマ - 川原一馬（第1、3 - 4、6話） ※イケ麺No.004
- ジャスティン - 冨森ジャスティン（第2、5、7、9 - 10、12話） ※イケ麺No.005
- アンドリュー - 冨森アンドリュー（第2、5 - 7、10話） ※イケ麺No.006
- ナオフミ - 金子直史（第3、6 - 7、9、11 - 12話） ※イケ麺No.007
- ユウキ - 君沢ユウキ（第4 - 5、7 - 8話） ※イケ麺No.008
- リョウ - 加藤諒（第9話） ※イケ麺No.009
- ユウスケ - 佐藤佑介（第10話） ※イケ麺No.010
- タクヤ - 尾形卓哉（第11話） ※イケ麺No.011
- レンタロウ - 花塚廉太郎（第11 - 12話） ※イケ麺No.012

イケ麺そば屋のバイト達。Season2では、それぞれイケ麺漫才を披露する。

#### 池田タレントプロモーション
- 池田政彦 - 古田新太

池田タレントプロモーション社長。
- 黒田金造 - 生瀬勝久

池田タレントプロモーションのマネージャー。悪徳刑事で双子の弟を探している。(Season1)、元悪徳刑事(Season2)。

#### その他
- 八十山兄弟・東男 - 八十田勇一(Season2)
- 八十山兄弟・西男 - 山西惇(Season2)

前身番組『ホレゆけ!スタア☆大作戦』に登場した売れないアイドル「まりもみ」の追っかけをしていた双子。
黒田のプロデュースにより、ブサメン演歌歌手デュオ「しにものぐるい」を結成。実際に2009年9月16日に「八十峠」でCDデビューを果たす。
- フカメ - 飯沼千恵子(Season2)

アジアX国の国王・ガスハとともに屋台にやって来たが、偶然居合わせた八十山兄弟に一目ぼれし、それ以来日本に残り、彼らの追っかけになる。実は日本ブサメン化計画のリーダー・鉄仮面が変装した姿。
- 黒田プラチナ造 - 生瀬勝久(Season2)

黒田金造の曽祖父。
- 黒田鉄造 - 生瀬勝久(Season2)

黒田金造の双子の弟で行方知れずになっていたが、鉄仮面の組織の一員として、日本ブサメン化計画を遂行。

### ゲスト

#### イケ麺そば屋探偵〜いいんだぜ!〜(Season1)
エピソード1（前編・後編）
- ホイッスラー細口 - 竹中直人
- 彩香 - 武藤彩未

エピソード2（前編・後編）
- ゆり - 中越典子
- まり - 金井美樹

エピソード3（前編・後編）
- ウララ - 佐藤江梨子

エピソード5（前編・後編）
- 三鷹春香 - 黒木瞳
- 観音寺レイナ - 夏帆
- 横山 - 六角慎司

エピソード6（前編・後編）
- 源義経 - 京本政樹
- イタロー - 松尾貴史

エピソード7（前編・後編）
- ミルク - 谷村美月
- 神様 - 上田晋也（くりぃむしちゅー）

#### イケ麺新そば屋探偵〜いいんだぜ!〜(Season2)
第1話
- 墓林 - 若林正恭（オードリー）
- ガスハ - 春日俊彰（オードリー）
- マリコ - 上田結

第2話
- 明智小五郎 - 髙嶋政宏

第3話
- うらみ益代 - 加護亜依
- うらみ益蔵 - 西岡徳馬

第4話
- 東北初人 - 山本耕史

第5話
- 祖師谷グリコ - 吉高由里子

第6話
- 木更津 - 岡田義徳
- 名古屋 - 加藤晴彦
- アナウンサー（声のみ） - 佐々木フランチェスコ

第7話
- 後野マツリ - 仲里依紗

第8話
- イケ麺うどん屋店員・讃岐 - 遠藤雄弥（D-BOYS）
- イケ麺うどん屋店員・水沢 - 鈴木裕樹（D-BOYS）
- イケ麺うどん屋店員・稲庭 - 三上真史（D-BOYS）

第9話
- 桜山真 - 上川隆也
- 詩織 - 山崎真実
- 桜山少年 - 皆川海斗
- 司会 - 延友陽子（日本テレビアナウンサー）

第10話
- ヤクザ・ヨシオ - 井上芳雄
- ヤクザ・サトシ - 橋本さとし
- 司会 - 延友陽子（日本テレビアナウンサー）

第11話
- サキコ - 高岡早紀
- 長宗我部 - バカリズム
- ジョン・レノン - ポール
- 司会 - 延友陽子（日本テレビアナウンサー）
- 吉岡聖恵（いきものがかり）

第12話
- ユキ - 犬山イヌコ
- プロデューサー・山田 - 六角慎司

## スタッフ
- 企画：北牧裕幸、高橋典子（キューブ）／ 倉本美津留（ニンポップ）
- 監督：中野裕之、竹内鉄郎　他
- 脚本：いとうせいこう、倉本美津留、小林弘利
- プロデューサー：伊藤響（日本テレビ）、波多野健（avex&EAST）、櫻井雄一（ソケット）
- アソシエイト・プロデューサー：山岡信貴 （リタピクチュアル）
- コンテンツ・プロデューサー：堅田直人（日本テレビ）
- 編成：戸田一也（日本テレビ）
- 企画制作：日本テレビ
- 制作協力：ソケット、avex&EAST
- 制作著作：D.N.ドリームパートナーズ、キューブ、アミューズソフトエンタテインメント

## 主題歌
- 藤木直人「いいんだぜ〜君がいてくれれば〜」（ポニーキャニオン）

## サブタイトル
| イケ麺そば屋探偵〜いいんだぜ!〜                             | イケ麺そば屋探偵〜いいんだぜ!〜 | イケ麺そば屋探偵〜いいんだぜ!〜 | イケ麺そば屋探偵〜いいんだぜ!〜 | イケ麺そば屋探偵〜いいんだぜ!〜 |
| エピソード                                                  | エピソード                      | 放送日                          | サブタイトル                    | 視聴率                          |
| ----------------------------------------------------------- | ------------------------------- | ------------------------------- | ------------------------------- | ------------------------------- |
| 1                                                           | 前編                            | 2009年4月4日                    | 嵐を呼ぶ口笛男                  | 2.8%                            |
| 1                                                           | 後編                            | 2009年4月11日                   | 嵐を呼ぶ口笛男                  | 3.9%                            |
| 2                                                           | 前編                            | 2009年4月18日                   | 髪をかき上げる女                | 3.9%                            |
| 2                                                           | 後編                            | 2009年4月25日                   | 髪をかき上げる女                | 2.3%                            |
| 3                                                           | 前編                            | 2009年5月2日                    | ヒミツのボタンガール            | 2.9%                            |
| 3                                                           | 後編                            | 2009年5月9日                    | ヒミツのボタンガール            | 2.6%                            |
| 4                                                           | -                               | 2009年5月16日                   | ホレスタか!?イケソバか!?        | 3.4%                            |
| 5                                                           | 前編                            | 2009年5月23日                   | 伝説の女神                      | 3.1%                            |
| 5                                                           | 後編                            | 2009年5月30日                   | 伝説の女神                      | 2.0%                            |
| 6                                                           | 前編                            | 2009年6月6日                    | イタ子危機一髪!〜伝説の亡霊〜   | 2.4%                            |
| 6                                                           | 後編                            | 2009年6月13日                   | イタ子危機一髪!〜伝説の亡霊〜   | 2.0%                            |
| 7                                                           | 前編                            | 2009年6月20日                   | 世界樹から愛をこめて            | 2.9%                            |
| 7                                                           | 後編                            | 2009年6月27日                   | 世界樹から愛をこめて            | 4.0%                            |
| 平均視聴率 2.94% （視聴率は関東地区・ビデオリサーチ社調べ） |                                 |                                 |                                 |                                 |

| イケ麺新そば屋探偵〜いいんだぜ!〜                           | イケ麺新そば屋探偵〜いいんだぜ!〜 | イケ麺新そば屋探偵〜いいんだぜ!〜         | イケ麺新そば屋探偵〜いいんだぜ!〜         | イケ麺新そば屋探偵〜いいんだぜ!〜 |
| 話数                                                        | 放送日                            | サブタイトル                              | イケ麺漫才ユニット                        | 視聴率                            |
| ----------------------------------------------------------- | --------------------------------- | ----------------------------------------- | ----------------------------------------- | --------------------------------- |
| 1                                                           | 2009年7月4日                      | 新そば、はじめました。                    | ソバーサイド（ノブ&カズマ）               | 4.0%                              |
| 2                                                           | 2009年7月11日                     | 世紀の名探偵対決! 樋口潤太郎VS明智小五郎! | ノンアレルギー（ノブ&ユウヤ)              | 4.1%                              |
| 3                                                           | 2009年7月18日                     | 悲しきワラ人形                            | 無添加無添加（ケンジ&ユウヤ）             | 2.7%                              |
| 4                                                           | 2009年7月25日                     | 妖怪推理作家、東北初人登場!               | そば系男子（ケンジ&ユウキ）               | 2.1%                              |
| 5                                                           | 2009年8月1日                      | サイコドクター祖師谷グリコの秘密          | 逆輸入そば（ジャスティン&アンドリュー）   | 2.9%                              |
| 6                                                           | 2009年8月8日                      | 呪いのホームラン・ボール                  | コシコシ（ナオフミ&アンドリュー）         | 3.7%                              |
| 7                                                           | 2009年8月15日                     | 日本のみなさん、こんばんは!               | 帰ってきたソー&バー（ユウキ&ジャスティン) | 3.8%                              |
| 8                                                           | 2009年8月22日                     | イケ麺そば屋危うし! イケ麺うどん屋見参!   | 新そば系男子（ケンジ&ユウキ）             | 2.9%                              |
| 9                                                           | 2009年9月5日                      | 哀愁のレッド・ノーズ・ドクター            | そばっ子クラブ（ケンジ&ナオフミ）         | 2.9%                              |
| 10                                                          | 2009年9月12日                     | ヤー様と私                                | J&A（ジャスティン&アンドリュー）          | 2.8%                              |
| 11                                                          | 2009年9月19日                     | 水の微笑                                  | ソーバーユー（ケンジ&タクヤ）             | 3.1%                              |
| 12                                                          | 2009年9月26日                     | 恐怖の大晦日、地球最後の日!?              | ---                                       | 3.0%                              |
| 平均視聴率:3.17% （視聴率は関東地区・ビデオリサーチ社調べ） |                                   |                                           |                                           |                                   |

## 放送局
| 放送対象地域   | 放送局                         | 放送期間 (1)=Season1 (2)=Season2                       | 放送日時                                          |
| -------------- | ------------------------------ | ------------------------------------------------------ | ------------------------------------------------- |
| 関東広域圏     | 日本テレビ（NTV） ドラマ制作局 | (1)2009年4月4日 - 6月27日 (2)2009年7月4日 - 9月26日    | 土曜 24時50分 - 25時20分                          |
| 近畿広域圏     | 読売テレビ（YTV）              | (1)2009年4月14日 - 7月7日 (2)2009年7月7日 - 10月14日   | 火曜 26時29分 - 27時34分 （※隔週で2話ずつ放送）   |
| 福島県         | 福島中央テレビ（FCT）          | (1)2009年4月15日 - 7月8日 (2)2009年7月15日 - 10月7日   | 水曜 24時29分 - 24時59分                          |
| 長崎県         | 長崎国際テレビ（NIB）          | (1)2009年4月18日 - 7月11日 (2)2009年10月2日 -          | 土曜 25時10分 - 25時40分 金曜 25時25分 - 25時55分 |
| 福岡県         | 福岡放送（FBS）                | (1)2009年4月25日 -                                     | 土曜 26時16分 - 26時46分                          |
| 山形県         | 山形放送（YBC）                | (1)2009年4月28日 - 7月21日 (2)2009年7月28日 - 10月13日 | 火曜 24時34分 - 25時04分                          |
| 長野県         | テレビ信州（TSB）              | (1)2009年5月9日 - 8月1日 (2)2009年8月8日 - 10月28日    | 土曜 25時50分 - 26時20分                          |
| 香川県・岡山県 | 西日本放送（RNC）              | (1)2009年7月13日 - 10月5日 (2)2009年10月15日 -         | 月曜 24時29分 - 24時59分                          |
| 静岡県         | 静岡第一テレビ（SDT）          | (2)2010年9月9日 - 10月14日                             | 木曜 25時10分 - 26時10分 （※2話ずつ放送）         |
| 富山県         | 北日本放送（KNB）              | (1)2010年9月29日 - 1月5日 (2)2011年1月13日 - 4月6日    | 水曜 25時25分 - 25時55分                          |
| 北海道         | 北海道テレビ（HTB）            | (1)2013年6月16日 -                                     | 日曜 26時40分 - 27時10分                          |